# Слава (Михайловский район)
Слава — упразднённое село в Михайловском районе Амурской области. Исключено из учётных данных в 1977 году.

## География
Располагалось на правом берегу реки Холустай (приток реки Дим), на расстоянии примерно 11 километра (по прямой) к северо-западу от села Дим.

## История
По данным 1926 года в Славе (он же Козыревский) имелось 25 хозяйств (24 крестьянского типа и 1 прочих) и проживало 140 человек (73 мужчины и 67 женщин). В национальном составе населения преобладали русские. В административном отношении входила в состав Золотоношенского сельсовета Тамбовского района Амурского округа Дальневосточного края.
Решением Амурского исполкома от 30 декабря 1977 года № 522, село Слава исключено из учётных данных как несуществующее.